# 김철호 (1905년)
김철호(1905년 1월 13일 ~ 1973년 11월 22일)는 대한민국의 기업인으로 기아를 창립하였다.
그는 일제강점기 일본으로 건너가서 자동차, 자전거 관련 일을 하다가 전쟁이 일본의 패전으로 치닫자 한국에 귀국했다고 한다. 경북 칠곡 출신으로  호는 학산(鶴山)이다.

## 생애
- 1905년 경북 칠곡 출생. 호 '학산'은 마을 뒷산인 유학산(경상북도 칠곡군 석적읍 성곡리)에서 따온 것
- 1922년 6월  일본 오사카 입국
- 1930년 삼화 제작소 설립
- 1941년 10월 삼화정공(주) 사명 변경
- 1944년 8월 귀국 영등포에 경성정공(주)(현 기아)설립.
- 1953년 3월 기아산업(주) 사명 변경. 부산에서 국내최초 자전거 3000리호 생산, 최초 자전거브랜드: 삼천리자전거
- 1957년 시흥공장 건설
- 1959년 이륜차,삼륜차 일본 혼다, 마쓰다 제휴
- 1961년 대미수출 100만 달러 돌파
- 1962년 일본 마쓰다자동차의 기술제휴로 개발한 356cc 배기량의 ‘K-360’을 시작으로 ‘기아마스타(T600~T2000)’ 삼륜차 시리즈를 잇달아 성공, T-600 (2008년 문화재청 등록문화재 제400호)
- 1970년 경기도 시흥에 20만평 규모의 소하리(현재 광명시 소하동) 공장 착공 (2만5천대생산/년)
- 1973년 11월 22일 사망.

## 가족
- 자: 김상문(기아회장(1973~1981))
- 사위: 배창수(서진그룹 창업주)
- 손자: 김석환(삼천리자전거 CEO)
- 외손자: 이덕준(삼천리자전거 부사장)
- 외손녀: 이영희(이화여대 은퇴교수)
- 외손자: 배석두(SECO그룹 CEO)
- 외손녀: 배혜순(리한그룹CEO, '박인철의 처)
- 외외손자: 박지훈 (리한CEO)

## 드라마화
- 1982년 KBS 2TV 월화드라마 현대 입지전에서 김철호의 삶을 다룬 <수레바퀴 한평생 김철호>가 방영됐다[1].